# John Alvin
Pour les articles homonymes, voir Alvin.
John Alvin Hoffstadt, né le 24 octobre 1917 à Chicago (Illinois) et mort le 27 février 2009 à Thousand Oaks (Californie), est un acteur américain, connu comme John Alvin.

## Biographie
Au cinéma, John Alvin contribue à soixante-et-onze films américains (dont des westerns), depuis Du sang sur la neige de Raoul Walsh (1943, avec Errol Flynn et Julie Bishop) jusqu'à La Surprise de Richard Benjamin (1994, avec Melanie Griffith et Ed Harris).
Entretemps, mentionnons J'avais cinq fils de Lloyd Bacon (1944, avec Anne Baxter et Thomas Mitchell), Aventures en Birmanie de Raoul Walsh (1945, avec Errol Flynn et James Brown), Avril à Paris de David Butler (1952, avec Doris Day et Ray Bolger), Irma la Douce de Billy Wilder (1963, avec Jack Lemmon et Shirley MacLaine) et Quelque part dans le temps de Jeannot Szwarc (1980, avec Christopher Reeve et Jane Seymour).
À la télévision américaine, outre cinq téléfilms (1971-1990), il apparaît dans quatre-vingt-quinze séries (plusieurs dans le domaine du western), depuis The Lone Ranger (cinq épisodes, 1949-1952) jusqu'à Arabesque (deux épisodes, 1986).
Citons également Perry Mason (quatre épisodes, 1958-1962), Sergent Anderson (trois épisodes, 1974-1976) et Pour l'amour du risque (deux épisodes, 1980-1981).

## Filmographie partielle

### Cinéma

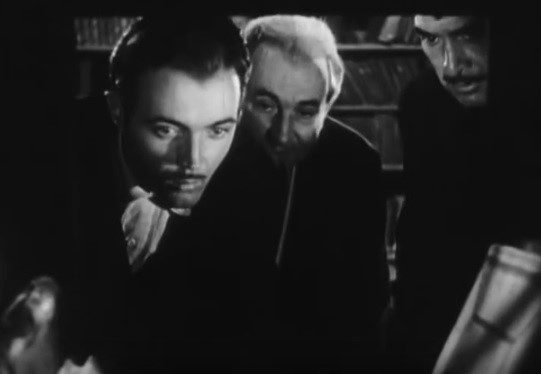
De g. à d. : John Alvin, Charles Dingle et J. Carrol Naish, dans La Bête aux cinq doigts (1946)

- 1943 : Du sang sur la neige (Northern Pursuit) de Raoul Walsh : une ordonnance
- 1943 : Destination Tokyo de Delmer Daves : l'opérateur sonar
- 1944 : J'avais cinq fils (The Fighting Sullivans) de Lloyd Bacon : Madison Abel « Matt » Sullivan
- 1945 : San Antonio de David Butler : « Pony » Smith
- 1945 : Aventures en Birmanie (Objective, Burma!) de Raoul Walsh : Hogan
- 1946 : Trois Étrangers (Three Strangers) de Jean Negulesco : Clerk Jr.
- 1946 : Shadow of a Woman de Joseph Santley : Carl
- 1946 : Nuit et Jour (Night and Day) de Michael Curtiz : Petey
- 1946 : La Bête aux cinq doigts (The Beast with Five Fingers) de Robert Florey : Donald Arlington
- 1947 : Wyoming Kid (Cheyenne) de Raoul Walsh : « Single » Jack
- 1948 : Romance à Rio (Romance on the High Seas) de Michael Curtiz : Charles
- 1949 : Le Rebelle (The Fountainhead) de King Vidor : un jeune intellectuel
- 1950 : Les Âmes nues (Dial 1119) de Gerald Mayer : le directeur de la télévision
- 1950 : Trafic en haute mer (The Breaking Point) de Michael Curtiz : un journaliste
- 1951 : Feu sur le gang (Come Fill the Cup) de Gordon Douglas : Travis Ashbourne
- 1952 : Avril à Paris (April in Paris) de David Butler : Tracy
- 1952 : Le Sillage de la mort (Torpedo Alley) de Lew Landers : un professeur
- 1952 : Un amour désespéré (Carrie) de William Wyler : le régisseur
- 1953 : La Femme rêvée (Dream Wife) de Sidney Sheldon : un journaliste
- 1954 : Terreur à Shanghaï (The Shanghai Story) de Frank Lloyd
- 1954 : Alibi meurtrier (Naked Alibi) de Jerry Hopper : Stu
- 1955 : Le Tigre du ciel (The McConnelly Story) de Gordon Douglas : Johnny
- 1963 : Irma la Douce de Billy Wilder : le deuxième client
- 1964 : Pas de printemps pour Marnie (Marnie) d'Alfred Hitchcock : un chauffeur de l'hôtel
- 1968 : Le Démon des femmes (The Legend of Lylah Clare) de Robert Aldrich : un comptable
- 1970 : Appelez-moi Monsieur Tibbs (They Call Me Mister Tibbs!) de Gordon Douglas : un journaliste
- 1971 : L'Organisation (The Organization) de Don Medford : un médecin-légiste
- 1980 : Quelque part dans le temps (Somewhere in Time) de Jeannot Szwarc : le père d'Arthur
- 1994 : La Surprise (Milk Money) de Richard Benjamin : le vieil homme riche

### Télévision

#### Séries
- 1949-1952 : The Lone Ranger

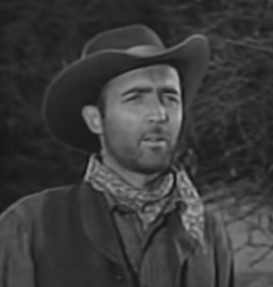
Dans la série The Lone Ranger, épisode Le Cavalier masqué (1949)

  - Saison 1, épisode 14 Le Cavalier masqué (The Masked Rider, 1949 - Sid), épisode 35 Des balles pour des voix (Bullets for Ballots, 1950 - Scotty Dixon) et épisode 50 La Veuve noire (The Black Widow, 1950 - Silky Carter)
  - Saison 2, épisode 22 Problème à Black Rock (Trouble in Black Rock, 1951) : Slim
  - Saison 3, épisode 15 Le Nouveau Voisin (The New Neighbor, 1952) de Paul Landres : Dr Richard S. Pierce
- 1952-1955 : Badge 714 (Dragnet)
  - Saison 1, épisode 7 The Big Parrot (1952) de Jack Webb
  - Saison 5, épisode 7 The Big Look (1955 - Victor Nadel) de Jack Webb et épisode 14 The Big Locker (1955)
- 1958-1962 : Perry Mason
  - Saison 1, épisode 19 The Case of the Hesitant Hostess (1958) de Christian Nyby : l'adjoint du procureur de district Sam Walsh
  - Saison 3, épisode 15 The Case of the Gallant Grafter (1960) d'Arthur Marks : le caissier de la banque Phil
  - Saison 5, épisode 5 The Case of the Crying Comedian (1961) d'Arthur Marks :  l'adjoint du directeur de la banque
  - Saison 6, épisode 1 The Case of the Bogus Books (1962) d'Arthur Marks : le caissier de la banque
- 1959-1964 : Les Aventuriers du Far West (Death Valley Days)
  - Saison 8, épisode 9 Tribal Justice (1959) de John English : Matthew Kiley
  - Saison 9, épisode 13 City of Widows (1960) de Jesse Hibbs : le pointeur
  - Saison 12, épisode 23 After the OK Corral (1964) : Dr Brown
- 1960 : Thriller
  - Saison 1, épisode 4 L'Empreinte du tueur (The Mark of the Hand) de Paul Henreid : le détective Joe
- 1960 : One Step Beyond
  - Saison 3, épisode 12 L'Inconnu (Where Are They?) de John Newland : Bradley
- 1961 : Cheyenne
  - Saison 5, épisode 8 The Return of Mr. Grimm de Lee Sholem : Weldon Conners
- 1961 : Ombres sur le soleil (Follow the Sun')
  - Saison unique, épisode 1 A Rage for Justice : le docteur
- 1961-1962 : Rawhide
  - Saison 3, épisode 14 La Fin de la piste (Incident of the Big Blowout, 1961) : un officier
  - Saison 4, épisode 25 Une femme à sa place (A Woman's Place, 1962) de Jus Addiss : le deuxième voyou
- 1962 : L'Homme à la carabine (The Rifleman)
  - Saison 4, épisode 14 Skull de William F. Claxton : Applegate
- 1965 : Les Monstres (The Munsters)
  - Saison 1, épisode 33 Une collection de rêve (Lily Munster, Girl Model) d'Earl Bellamy : M. Franklin
- 1965 : Mon Martien favori (My Favorite Martian)
  - Saison 3, épisode 2 Go West, Young Martian, Part II : le colonel
- 1965 : Lassie
  - Saison 11, épisode 28 Lassie and the Swamp Girl de William Beaudine : Don Robertson
  - Saison 12, épisode 8 Little Dog Lost de John English : Don Robertson
- 1965 : Des agents très spéciaux (The Man from U.N.C.L.E.)
  - Saison 2, épisode 15 Envoûtement (The Very Important Zombie Affair) : le docteur
- 1966 : L'Extravagante Lucy (The Lucy Show)
  - Saison 4, épisode 19 Lucy and the Soap Opera : le directeur
- 1966 : Max la Menace (Get Smart)
  - Saison 2, épisode 14 À pleines dents (The Whole Tooth and...) : Dr Rhinehouse
- 1967 : L'Homme de fer (Ironside)
  - Saison 1, épisode 7 Les Évadés dans la maison (An Inside Job) : Irv
- 1967 : Les Espions (I Spy)
  - Saison 3, épisode 10 Apollo d'Earl Bellamy : le pilote d'essai
- 1968 : Opération vol (It Takes a Thief)
  - Saison 1, épisode 5 L'Ange triste (One Illegal Angel) : Dr Warren
- 1969 : Cher oncle Bill (Family Affair)
  - Saison 3, épisode 16 A Lesson for Grown-Ups de Charles Barton : Hank
- 1973 : MASH (M*A*S*H)
  - Saison 2, épisode 12 L'Incubateur (The Incubator) de Jackie Cooper : Bowman
- 1974 : Mannix
  - Saison 7, épisode 15 Course contre la montre, 2e partie (Race Against Time, Part II) de Paul Krasny
- 1974 : Dossiers brûlants (Kolchak: The Night Stalker)
  - Saison unique, épisode 10 Sur le sentier de la guerre (The Energy Eater) : Dr Carrie
- 1974-1976 : Sergent Anderson (Police Woman)
  - Saison 1, épisode 7 L'Appât (Fish, 1974) de Bernard McEveety : M. Finley
  - Saison 2, épisode 5 The Chasers (1975) de Barry Shear : Will Hazen
  - Saison 3, épisode 4 Sarah (Sara Who?, 1976) de Jerry London : le docteur
- 1976 : Sur la piste des Cheyennes (The Quest)
  - Saison unique, épisodes 9 et 10 Terre brûlée, 1re et 2e parties (The Longest Drive, Parts I & II) de Bernard McEveety : Aames
- 1977-1980 : Lou Grant
  - Saison 1, épisode 3 Hoax (1977) de Jay Sandrich : l'éditeur étranger
  - Saison 3, épisode 17 Inheritance (1980 - Dr Eastwick) de Roger Young et épisode 22 Influence (1980 - Fred Clark) de Gene Reynolds
- 1978 : L'Incroyable Hulk (The Incredible Hulk)
  - Saison 1, épisode 9 Séisme (Earthquakes Happen) : Dr Patterson
- 1980-1981 : Pour l'amour du risque (Hart to Hart)
  - Saison 1, épisode 21 Croisière à vos risques (Cruise at Your Own Risk) d'Earl Bellamy : Carl Johnson
  - Saison 2, épisode 16 Un odieux complot (The Murder of Jonathan Hart) d'Earl Bellamy : Clark
- 1983 : AfterMASH
  - Saison 1, épisode 1 September of '53/Together Again de Burt Metcalfe : Dr Raymond
- 1986 : Histoires fantastiques (Amazing Stories)
  - Saison 1, épisode 23 L'Ecyclopédie vivante (One for the Books) de Lesli Linka Glatter : le professeur Rand
- 1986 : Arabesque (Murder, She Wrote)
  - Saison 2, épisode 15 Cocktail explosif (Powder Keg) de John Llewellyn Moxey : Dr Frazier
  - Saison 3, épisode 1 Meurtre sous chapiteau, 1re partie (Death Stalks the Big Top, Part I) de Seymour Robbie : M. Tucker

#### Téléfilms
- 1975 : La Légende de Lizzie Borden (The Legend of Lizzie Borden) de Paul Wendkos : Dr Draper
- 1984 : Passions (en) de Sandor Stern : le pasteur
- 1990 : Return to Green Acres de William Asher : E. Wilfred